# Tilítxiki
Tilítxiki (en rus: Тиличики) és un poble del krai de Kamtxatka, a Rússia, que el 2021 tenia 1.700 habitants. És la seu administrativa del districte d'Oliutorski.